# بيتر لوغان
بيتر لوغان (بالإنجليزية: Peter Logan)‏ (1890 بإدنبرة في المملكة المتحدة - 1944 ببرادفورد في المملكة المتحدة) هو مدرب كرة قدم ولاعب كرة قدم بريطاني (وحمل سابقاً جنسية المملكة المتحدة لبريطانيا العظمى وأيرلندا) في مركز مهاجم داخلي. لعب مع برادفورد سيتي.